# The Chef
Pour les articles homonymes, voir Chef.
Série
The Chef, la série
(2023)
Pour plus de détails, voir Fiche technique et Distribution.
The Chef (Boiling Point) est un film britannique réalisé par Philip Barantini et sorti en 2021. Mêlant thriller drame, le long métrage est présenté sous la forme d'un seul plan-séquence. Le film s'inspire d'un court métrage du même réalisateur sorti en 2019.
Le film est acclamé par la critique et il obtient 4 victoires pour 11 nominations aux British Independent Film Awards 2021. puis 4 nominations aux British Academy Film Awards 2022,.
L'intrigue se poursuit sous forme de série, The Chef, la série. Stephen Graham, Vinette Robinson et Hannah Walters reprenant leurs rôles. Philip Barantini dirige les deux premiers épisodes et James Cummings revient en tant que scénariste. La série est diffusée sur la BBC en octobre 2023.

## Synopsis
Andy Jones est chef de cuisine dans un restaurant à la mode à Londres. L'importante soirée du Magic Friday — le vendredi juste avant Noël — va être mouvementée. Sous pression constante, le chef va devoir gérer le sort qui semble s'acharner sur lui : commandes incomplètes, conflits entre employés, demandes extravagantes de clients, inspecteur de l'hygiène salubrité, présence de son ancien mentor et d'un critique culinaire. Par ailleurs, Andy doit gérer sa vie privée et les appels de son ex-femme et de leur fils.

## Fiche technique
Sauf indication contraire, les informations mentionnées dans cette section peuvent être confirmées par la base de données cinématographiques IMDb,  présente dans la section « Liens externes ».
- Titre original : Boiling Point
- Titre français : The Chef
- Réalisation : Philip Barantini
- Scénario : Philip Barantini et James Cummings
- Musique : Aaron May et David Ridley
- Décors : Aimee Meek
- Costumes : Karen Smyth
- Photographie : Matthew Lewis
- Montage : Alex Fountain
- Production : Bart Ruspoli et Hester Ruoff
  - Production déléguée : Philip Barantini, Bob Clarke, Michael Gilmore, Stephen Graham, Angus Henderson, Anthony Jabre, John Jencks, Ian Kirk, Peter Maddock, Paul Mellor, Ray Panthaki, Sara Sehdev, Jay Taylor, Ward Trowman, Hannah Walters et Samantha Warham
- Sociétés de production : Ascendant Pictures, Matriarch Productions, Burton Box Films et Three Little Birds Pictures
- Sociétés de distribution : UFO Distribution (France), Vertigo Releasing (Royaume-Uni)
- Pays de production :  Royaume-Uni
- Langue originale : anglais
- Format : couleur — 2,35:1
- Genre : thriller, drame
- Durée : 94 minutes
- Dates de sortie :
  - Pologne : 5 juillet 2021
  - Suisse : 26 septembre 2021 (Festival du film de Zurich)
  - Royaume-Uni : 11 octobre 2021 (Festival du film de Londres) ; 7 janvier 2022 (sortie nationale)
  - France : 19 janvier 2022

## Distribution
Sauf indication contraire, les informations mentionnées dans cette section peuvent être confirmées par la base de données cinématographiques IMDb,  présente dans la section « Liens externes ».
- Stephen Graham (VF : Laurent Maurel) : Andy Jones
- Vinette Robinson : Carly
- Alice Feetham : Beth
- Hannah Walters (en) : Emily
- Malachi Kirby : Tony
- Izuka Hoyle (en) : Camille
- Taz Skylar : Bill
- Lauryn Ajufo (en) (VF : Nathalie Bienaimé) : Andrea
- Jason Flemyng (VF : Jérôme Keen) : Alastair Skye
- Ray Panthaki (en) : Freeman
- Lourdes Faberes (en) : Sara Southworth
- Áine Rose Daly (en) : Robyn
- Daniel Larkai : Jake
- Thomas Coombes (VF : Christophe Hespel) : Alan Lovejoy

## Production
Le film s'inspire d'un court métrage du même nom sorti en 2019, déjà réalisé par Philip Barantini avec Stephen Graham dans le rôle principal. Le cinéaste décide de le transposer en long métrage après la découverte d'une nouvelle caméra numérique permettant de filmer 90 minutes sans interruption, en changeant la carte mémoire sans couper le tournage. L'équipe a utilisé la caméra Sony Venice.
Le réalisateur s'inspire de son expérience comme chef et explique pourquoi il a voulu tourner en un seul plan-séquence :

« Pour gagner ma vie avant de percer comme acteur, j'ai travaillé dans la restauration et suis passé par tous les postes jusqu’à devenir chef moi-même. J’en ai gardé le souvenir d’un stress permanent que j’ai voulu communiquer au spectateur. C’est pour cela que j’ai choisi de faire un plan-séquence, idéal pour retranscrire cette frénésie à l’écran. »

Le tournage a lieu en mars 2020 (peu avant le confinement lié au Covid-19) à Londres, dans le restaurant Jones and Sons à Dalston,.
Le plan était de tourner le film deux fois par soir pendant quatre nuits, soit huit fois. Avec l'arrivée du Covid-19, le confinement a été ordonné et le tournage a été arrêté au bout de deux jours. Quatre prises ont seulement pu être réalisées pour arriver à un unique plan-séquence réussi. Le réalisateur Philip Barantini a utilisé la troisième.
Les répétitions étaient partagées entre les acteurs de la salle et le personnel de cuisine. Chaque groupe a répété pendant seulement cinq jours, avec le personnel de cuisine accompagné d'un vrai chef, Tom Brown, qui a donné des conseils sur des détails tels que la façon de fouetter les sauces et de préparer les plats.

## Accueil

### Accueil critique

#### Dans le monde
Le film reçoit des critiques globalement positives. Sur l'agrégateur américain Rotten Tomatoes, il récolte 98% d'opinions favorables pour 65 critiques et une note moyenne de 7,9⁄10. Le consensus suivant résume les critiques compilées par le site : « Captivant du début à la fin, The Chef utilise son approche formelle audacieuse pour soutenir une corde raide passionnante d'un conte ». Sur Metacritic, il obtient une note moyenne de 73⁄100 pour 13 critiques.

#### En France
En France, la critique est plutôt favorable. Le film obtient une note moyenne de 3,8⁄5 sur le site AlloCiné à partir de l'interprétation de 20 ciritques de presse.
- L'Humanité : « Un chef pas tout à fait dans son assiette. Et un plan-séquence unique d'une heure trente conjugant prouesse technique, qualité d’écriture et jeu inspiré des comédiens. Pour son premier long métrage, le Britannique Philip Barantini réussit un coup de maître en évoquant un milieu dont il connaît les méandres. »[12]
- France Info : « Au-delà de la prouesse technique, un récit haletant filmé côté cuisine sous tension »[13].
- Le Dauphiné libéré : « Plus qu'une prouesse technique, un récit incroyable, d’une grande puissance dramatique »[réf. nécessaire].

### Box-office
Au Royaume-Uni, le film rapporte 107 525 $ dans cinquante-trois salles lors de son week-end d'ouverture.
Sorti en France le 12 janvier 2022, le film totalise 72 874 entrées.
Le film totalise 1 142 493 $ de recette dans le monde.

## Distinctions
Sauf indication contraire, les informations mentionnées dans cette section peuvent être confirmées par la base de données cinématographiques IMDb,  présente dans la section « Liens externes ».

### Récompenses
- British Independent Film Awards 2021[1] :
  - Meilleure actrice dans un second rôle pour Vinette Robinson
  - Meilleur casting
  - Meilleure photographie
  - Meilleur son
- Festival du film de Taormine 2022 :
  - Meilleur film
  - Meilleur réalisateur pour Philip Barantini
  - Meilleur acteur pour Stephen Graham

### Nominations
- British Independent Film Awards 2021[1] :
  - Meilleur film
  - Meilleur réalisateur pour Philip Barantini
  - Meilleur acteur pour Stephen Graham
  - Meilleur acteur dans un second rôle pour Ray Panthaki
  - Meilleure production
  - Débuts exceptionnel d'un acteur/rice pour Lauryn Ajufo
  - Débuts exceptionnels d'un producteur
- British Academy Film Awards 2022[2],[3]:
  - Meilleur film britannique
  - Débuts exceptionnels d'un écrivain, réalisateur ou producteur britannique pour le scénariste James Cummings et le producteur Hester Ruoff
  - Meilleur acteur dans un rôle principal pour Stephen Graham
  - Meilleur casting pour Carolyn McLeod

### Sélections
- Festival international du film de Karlovy Vary 2021 : en compétition pour le Globe de cristal
- Festival du film de Zurich 2021 : en compétition pour L'Œil d'or (Golden Eye) du meilleur long métrage international
- Festival international du film de Göteborg 2022 : compétition internationale